# Nada (piosenkarka)
Nada Malanima, znana jako Nada (ur. 17 listopada 1953 w Gabbro, Toskania) – włoska piosenkarka i aktorka. Zwyciężczyni Festiwalu Piosenki Włoskiej w San Remo w 1971.

## Życiorys
W 1969 Nada zadebiutowała na Festiwalu Piosenki Włoskiej w Sanremo piosenką "Ma Che Freddo Fa." Choć piosenka zajęła 5. miejsce, stała się popularna we Włoszech przynosząc rozgłos młodej piosenkarce. W tym samym roku nakładem wytwórni RCA Talent ukazał się debiutancki album artystki, zatytułowany Nada. W 1971 Nada odniosła sukces wygrywając Festiwal Piosenki Włoskiej w Sanremo piosenką "Il Cuore è uno zingaro".
Później artystka nagrywała piosenki takich kompozytorów jak: Riccardo Cocciante, Antonello Venditti i Claudio Baglioni; zostały one wydane w 1994 nakładem wytwórni RCA/BMG jako kompilacja Malanima: successi e inediti 1969-1994. W 1973 Nada nawiązała współpracę z Piero Ciampim, który napisał (samodzielnie lub we współpracy z Pino Pavone) wszystkie teksty do piosenek, jakie znalazły się na jej wydanym w 1973 albumie, Ho scoperto che esisto anch'io (muzyka Gianni Marchetti). Piosenki do kolejnego albumu Nady, 1930: Il domatore delle scimmie, skomponowali członkowie rockowego zespołu Reale Accademia di Musica; towarzyszyli też artystce podczas wspólnego tournée. W drugiej połowie lat 70. Nada zadebiutowała jako aktorka teatralna współpracując z takimi reżyserami jak Giulio Bosetti i Dario Fo.
W tym czasie Nada zaczęła pisać też własne piosenki, m.in. "Ti Stringerò” (1982) i "Amore Disperato" (1983), największy hit artystki w latach 80. W latach następnych kariera Nady nieco przygasła. Dała o sobie znać w połowie lat 90. przypominając swe stare hity w jazzowych opracowaniach, wykonywanych podczas udanego tournée. Fragmenty koncertu ukazały się na wydawnictwie Nada trio (1998). W 1999 Nada powróciła na Festiwal Piosenki Włoskiej utworem "Guardami Negli Occhi". Rozpoczął się nowy, bardziej rockowy rozdział jej kariery. Wyrazem tego były kolejne albumy artystki: L'amore è fortissimo il corpo no (2001) i Tutto l'amore che mi manca (2004).
W 2003 Nada wydała swoją pierwszą książkę, „Le Mie Madri”.
W kwietniu 2011 ukazał się ostatni jak dotąd album Nady, Vamp. Artystka sama napisała wszystkie znajdujące się na nim utwory.

## Dyskografia

### Albumy
- 1969 – Nada (1969)
- 1970 – Io l'ho fatto per amore
- 1973 – Ho scoperto che esisto anch'io
- 1974 – 1930: Il domatore delle scimmie
- 1983 – Smalto
- 1984 – Noi non cresceremo mai
- 1986 – Baci rossi
- 1986 – Malanima
- 1992 – L' anime nere
- 1994 – Malanima: successi e inediti 1969-1994 (kompilacja)
- 1998 – Il meglio di
- 1998 – Nada trio
- 2001 – L' amore è fortissimo il corpo no
- 2001 – Nada [2001]
- 2004 – Made in Italy
- 2005 – Nada Zamboni L'apertura (live)
- 2005 – Cd Live Brescia (niewydana, dołączana do czasopisma muzycznego"Mucchio Selvaggio Extra")
- 2006 – Le mie canzoncine 1999-2006 (kompilacja)
- 2007 – Luna in piena
- 2007 – Nada: Solo grandi successi (kompilacja)
- 2008 – Live: Stazione birra
- 2011 – Vamp